# Stazione di Foxford
La stazione di Foxford  è una fermata ferroviaria della Manulla-Ballina che fornisce servizio a Foxford, nella contea di Mayo, Irlanda.

## Storia
La stazione fu aperta il 1º maggio 1868, chiusa nel 1963 e riaperta nel 1988 per fare parte della linea attuale.

## Strutture e impianti

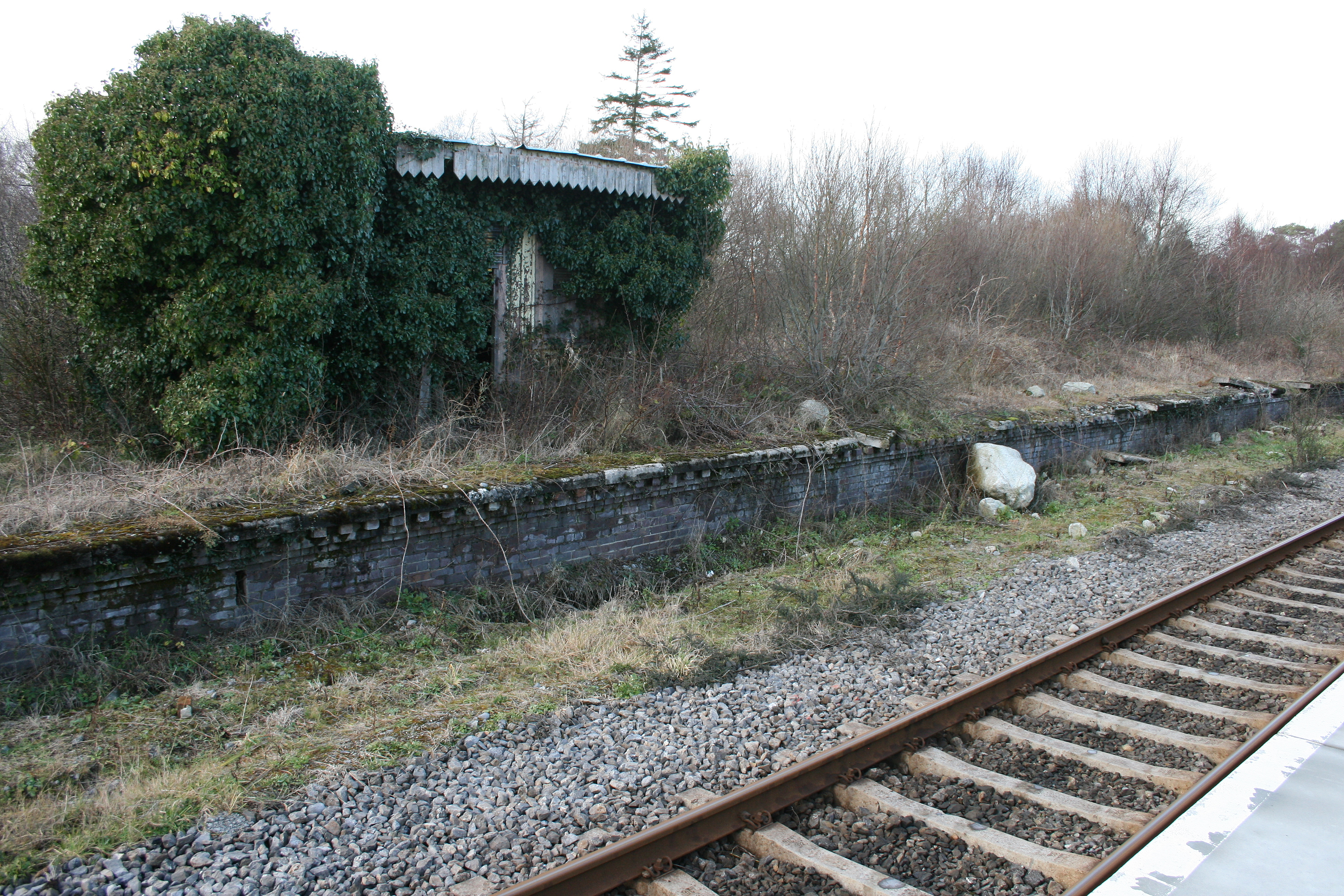
Il binario soppresso

La fermata è dotata di un binario funzionante mentre l'altro, soppresso, è comunque visibile.

## Servizi
La fermata dispone di:
- Biglietteria a sportello
- Biglietteria automatica
- Servizi igienici